# Янглічі (село)
Я́нглічі (рос. Янгличи, чув. Янкăлч) — село у складі Канаського району Чувашії, Росія. Адміністративний центр Янгліцького сільського поселення.
Населення — 679 осіб (2010; 731 у 2002).
Національний склад:
- чуваші — 99 %